# Семейная политика в России
Семе́йная поли́тика — это относительно обособленная часть социальной политики, воздействующая на функционирование семьи как одного из общественных институтов и индивида как носителя семейных ролей, которые он выполняет наряду с другими социальными ролями.
В политическом и академическом международном дискурсе понятие семейной политики стало использоваться в конце 1970-х.  Термин «семейная политика», несмотря на широкое использование в международных и национальных документах, в нашей стране стал использоваться в отечественной научной литературе и общественно-публицистических дискуссиях только в 80-е г. XX века. В официальных документах  данный термин был впервые использован в 1989 г, когда разрабатывалась программа «Семейная политика СССР в 90-е годы»

## Эволюция семейной политики в России
Исследователи выделяют три основных этапа развития семейной политики в советские годы, «различающихся по своей направленности и влиянию на внутрисемейные отношения и структуру семьи»:
- первый период — с 1917 г. до середины 1920-х гг.;
- второй период — с середины 1920 по 1953 г.;
- третий период — после 1953 г. до распада СССР в 1991 г.

Для современной России можно выделить следующие периоды:
- постперестроечный (1990-е гг.)
- новейший (с начала 2000-х гг.- по настоящее время) .

Таким образом можно условно выделить пять этапов и соответствующих им моделей государственной семейной политики: «постреволюционная» модель, «сталинская» модель, советская социальная модель, «первая постсоветская» модель и новейшая модель.

### Постреволюционная модель (1917—1926)
В первые годы после Октябрьской революции 1917 г. семейный вопрос стал предметом политической борьбы и одним из важнейших идеологических и правовых дискурсов. «Разрушение до основания старого и построение нового мира» включало в себя в том числе деконструкцию традиционной семьи, на месте которой должна была появиться социалистическая «ячейка общества» — «свободный союз свободных индивидуумов» [6, с. 219]. Новая семейная мораль строилась на принципах полной свободы от влияния церкви, приоритета индивидуальных сексуальных свобод над семейными связями, свободного репродуктивного выбора (право женщины на аборт), равенства между мужчиной и женщиной в семье и публичной сфере. Все эти принципы получили правовую основу в первых «семейных» декретах и постановлениях советской власти: Декрете "О гражданском браке, детях и ведении книг актов гражданского состояния(18 декабря 1917 г.), Декрете «О расторжении брака», постановлении Наркомата здравоохранения и Наркомата юстиции, разрешавшем женщинам искусственное прерывание беременности в медицинских учреждениях.
Отношение государства к семье менялось. Теперь государство взяло на себя функцию защиты материнства и детства, и тем самым оно становилось в определённой степени посредником в супружеских и детско-родительских отношениях. Активная интервенция государства в частную жизнь, его стремление искоренить многовековые семейные традиции в первое постреволюционное десятилетие породило острое противоречие между «традиционным» и «современным»: в поведенческих установках на брак, рождение детей, формате супружеских и гендерных отношений.

### «Сталинская» модель (1926—1954)
Поворот к иному пониманию того, какая семья нужна социалистическому обществу, произошёл окончательно в 1930-х гг. Главным идеологическим смыслом семейной политики этого периода стало институциональное укрепление семьи, возврат к традиционным семейным ценностям и нормам брачного поведения. Изменение модели семейной политики, имевшее не только политическую основу, но главным образом демографическую обусловленность, было вызвано проблемой воспроизводства населения. Речь идёт о людских потерях в военные годы и существенным падением рождаемости. В период между переписями 1926 и 1959 гг. среднее число детей на женщину (суммарный коэффициент рождаемости) сократилось примерно с 6,8 до 2,8, то есть на 4 ребёнка.
Постановление СНК и ЦИК СССР 1936 г. «О запрещении абортов, увеличении материальной помощи роженицам, установлении государственной помощи многосемейным, расширении сети родильных домов, детских яслей и детских садов, усилении уголовного наказания за неплатёж алиментов и о некоторых изменениях в законодательстве о разводах» и Указ Президиума Верховного Совета СССР 1944 г. «Об увеличении государственной помощи беременным женщинам, многодетным и одиноким матерям, усилении охраны материнства и детства, об установлении почётного звания „Мать-героиня“ и учреждении ордена „Материнская слава“ и медали „Материнство“» являются хорошей иллюстрацией иного «лица» советской семейной политики и новых практик общественной помощи семьям с детьми.
Так, согласно Постановлению 1936 г., впервые вводилось «государственное пособие матерям, имеющим 6 детей, при рождении каждого следующего ребёнка в 2 тысячи рублей ежегодно в течение пяти лет со дня рождения ребёнка, а матерям, имеющим 10 детей, — единовременное государственное пособие при рождении каждого следующего ребёнка в 5 тысяч рублей и со второго года ежегодное пособие в 3 тысячи рублей, выдаваемое в течение следующих четырёх лет со дня рождения ребёнка». В 1944 г. была введена система ежемесячных пособий на детей в многодетных семьях, которая просуществовала вплоть до 1991 г. Право на ежемесячное пособие получали семьи после рождения 4-го ребёнка. В сочетании с другими факторами принятые меры имели кратковременный позитивный демографический эффект. В 1935—1939 гг. и 1948—1953 гг. наблюдался подъём рождаемости и рост кривой естественного прироста.
Помимо демографического, на передний план семейной политики вышло гендерное направление. Ускоренное вовлечение женщин в сферу общественного производства как результат индустриализации страны актуализировало вопрос общественной помощи матерям для совмещения ими трудовой занятости с воспитанием детей. Развитие дошкольной и внешкольной детской инфраструктуры стало одной из центральных задач и достижением Советского государства в социальной сфере. Инвестирование в сферу раннего дошкольного образования способствовало переходу к современной модели семьи с двумя работающими родителями.
Характеризуя «сталинскую» модель семейной политики в целом, отметим её амбивалентность, проявлявшуюся в стремлении руководства страны сохранять традиционные семейные ценности и вместе с тем продвигать современные модели семейно-гендерных отношений, что приводило к развитию противоречий в семейно-демографической сфере.

### Советская социальная модель (1954—1991)
В середине 1950—1960-х гг. произошла очередная либерализация семейных отношений. Было восстановлено право женщин на аборт (Закон 1955 г.), а также была значительно упрощена процедура развода (1965). Вместе с другими социально-экономическими детерминантами, либерализация семейных отношений стимулировала дальнейшую трансформацию брачного и репродуктивного поведения советских людей. Уровень рождаемости в 1960-х гг. вновь стал устойчиво снижаться, а число разводов быстро увеличиваться. К началу 1970-х гг. суммарный коэффициент рождаемости в РСФСР опустился ниже значения 2,1, то есть уровня, необходимого для простого воспроизводства населения. Массовой стала малодетная семья с одним ребёнком или двумя детьми. Как следствие, обнажилось противоречие между демографическими потребностями общества и индивидуальными репродуктивными предпочтениями граждан. В целях демпфирования этого противоречия в начале 1980-х гг. руководство страны усиливает меры государственной поддержки семей с детьми.
В 1960—1980-х гг. оставалась приоритетной и гендерная стратегия в семейной политике. Так, в принятом в 1968 г. Законе «Об утверждении основ законодательства Союза ССР и Союзных республик о браке и семье» фиксировалось «равноправие мужчины и женщины в семейных отношениях», а также декларировалась «защита семьи государством, охрана и поощрение материнства». Важным инструментом достижения гендерного равенства считалось дальнейшее расширение доступного дошкольного и внешкольного образования (детские сады, кружки, секции, дома детского творчества, школы искусств и т. д.). Согласно данным Федеральной службы государственной статистики, в период с 1932 по 1990 г. абсолютное число детских дошкольных учреждений увеличилось на 60,4 тыс. единиц (с 27,5 тыс. в 1932 г. до 87,9 тыс. в 1990 г.), а число детей, посещающих эти учреждения, возросло более чем в 7500 раз (с 1,2 тыс. в 1932 г. до 9009,5 тыс. в 1990 г.).
Тем не менее даже при таком уровне развития дошкольной инфраструктуры государство не могло полностью удовлетворить потребности семей в детских садах и яслях. Результаты Всесоюзного репрезентативного исследования, проведённого Институтом социологических исследований (ИСИ) АН СССР в 1981—1982 гг. (всего было опрошено 10 150 человек, в том числе по России — 5522), показали: около 19 % родителей, почти каждый пятый, в 1982 году оценивали возможности по устройству своих детей в детский сад как «плохие». Так как для советских женщин трудовая занятость являлась общественно значимой обязанностью, а не предметом выбора, то проблема «мест в детских садах» стала острым социальным вопросом, а также барьером в принятии решения о рождении вторых и последующих детей.

### Постсоветский период (1991—2005)
Переход от социализма к капитализму, вызвавший глубокий социально-экономический кризис начала 1990-х гг., деформацию морали и т. д., породил целый ряд новых проблем, девиаций в семейно-демографической сфере и жизни простых людей. На обломках советской системы социальной защиты семьи выстраивалась новая парадигма государственной семейной поддержки. Главными «нововведениями» 1990-х гг. стали:
— «Семейный кодекс Российской Федерации» (принят Государственной Думой 8 декабря 1995 г.);
— новая система пособий для семей с детьми (1995);
— переход от универсальной к адресной системе детских пособий (1999 г.).
Несмотря на «обвал» рождаемости и рост смертности в 1990-х гг., приведших в демографическому феномену «русского креста», демографическая проблема оказалась на периферии семейной политики. В условиях резкого расслоения общества и обнищания большой доли населения главным направлением деятельности государства в семейной сфере в первое постсоветское десятилетие оказалась борьба с семейной бедностью, «социальная защита малообеспеченных и многодетных семей». Введение новых пособий, в том числе ежемесячных выплат на детей в возрасте от 1,5 до 18 лет, размер которых привязывался к минимальному размеру оплаты труда, должно было компенсировать затраты семьи на содержание детей и снизить риск бедности при рождении ребёнка. Однако, по расчётам специалистов, размер этих пособий и их вклад в бюджет семьи были крайне незначительными, ввиду чего они теряли свою функцию компенсации расходов на содержание детей.
Стагнация состояния детской дошкольной и внешкольной инфраструктуры (детские сады, дома пионеров стали перепрофилироваться и закрываться), её коммерциализация ещё больше осложнили жизнь семей с детьми. Ситуация с острой нехваткой мест в детских садах отбросила бывший передовым советский опыт на десятилетия назад. В то время как в странах Европы предлагались все новые и новые форматы общественного ухода за детьми , перед нами стоит задача восстановления потерянных в 1990-х гг. «площадей» дошкольной инфраструктуры.

### Новейший этап (с 2005 г)
Данный этап развития семейной политики характеризуется, прежде всего, своей демографической направленностью. Начиная с Послания Президента Федеральному собранию РФ в 2006 г., демографическая тематика получила особый вес в риторике политических лидеров нашей страны. На авансцену семейной политики вышла поддержка рождаемости. Из всех принятых в последние годы мер, призванных повысить рождаемость, самой дискуссионной оказался материнский (семейный) капитал (введён с 01.01.2007), главный смысл которого — стимулирование рождения второго ребёнка. Учёные по-разному оценивают вклад стимулирующих мер в повышение рождаемости в последние годы (в 2015 г. суммарный коэффициент рождаемости достиг 1.777). Одни (С. Захаров) считают, что принятые меры не дали демографического эффекта. Другие (В. Архангельский) доказывают, что усиление материальной поддержки семей с детьми привело к увеличению рождений вторых и третьих детей.
Помимо демографической направленности, обозначим ещё две специфические особенности нынешнего этапа семейной политики.
- Плюрализация направлений: кампания по устройству детей-сирот в семьи, помощь семьям с детьми-инвалидами, остающаяся актуальной борьба с семейной бедностью, профилактика семейной девиантности и т. д.
- Регионализация семейной политики, которая проявилась в передаче значительной доли ответственности за состояние семейно-демографической сферы с федерального центра на «плечи» самих регионов. Каждый регион теперь должен сам выстраивать свою «семейную стратегию», исходя из наиболее остро стоящих перед ним проблем.

## Государственная семейная политика в России
Государственная семейная политика в РФ представляет собой целостную систему принципов, задач и приоритетных мер, направленных на поддержку, укрепление и защиту семьи как фундаментальной основы российского общества, сохранение традиционных семейных ценностей, повышение роли семьи в жизни общества, повышение авторитета родительства в семье и обществе, профилактику и преодоление семейного неблагополучия, улучшение условий и повышение качества жизни семей.

### Государственные органы власти ответственные за семейную политику
В настоящее время в РФ отсутствует уполномоченный орган, отвечающий за семейную политику, однако вопрос уже прорабатывается. Органы власти влияющие на формирование семейной политики на федеральном уровне:
- Президент РФ
- Совет Федерации
- Государственная Дума
- Министерство Труда и социальной защиты РФ
- Министерство просвещения
- Уполномоченный при Президенте РФ по правам ребенка

### Приоритеты семейной политики
Приоритетами государственной семейной политики на современном этапе являются
- утверждение традиционных семейных ценностей и семейного образа жизни,
- возрождение и сохранение духовно-нравственных традиций в семейных отношениях и семейном воспитании,
- создание условий для обеспечения семейного благополучия, ответственного родительства,
- повышения авторитета родителей в семье и обществе
- поддержания социальной устойчивости каждой семьи.

### Цели семейной политики
Целями государственной семейной политики являются
- поддержка, укрепление и защита семьи и ценностей семейной жизни,
- создание необходимых условий для выполнения семьёй её функций,
- повышение качества жизни семей,
- обеспечение прав членов семьи в процессе её общественного развития.

### Принципы
В основу государственной семейной политики Российской Федерации положены следующие принципы:
- самостоятельность семьи в принятии решений относительно своей внутренней жизни;
- равенство семей и всех их членов в праве на поддержку независимо от социального положения, национальности, места жительства и религиозных убеждений;
- презумпция добросовестности родителей в осуществлении родительских прав и повышение авторитета родительства в семье и обществе;
- ответственность каждой семьи за воспитание, образование и развитие личности ребёнка (детей) и за сохранение его здоровья; партнёрство семьи и государства, а также сотрудничество с общественными объединениями, благотворительными организациями и предпринимателями;
- дифференцированный подход к предоставлению гарантий по поддержанию уровня жизни для нетрудоспособных членов семьи и создание экономически активным членам семьи условий для обеспечения благосостояния на трудовой основе;
- единство принципов и целей семейной политики на федеральном, региональном и муниципальном уровнях;
- обеспечение доступности адресной, своевременной и эффективной помощи для нуждающихся в ней семей, в особенности отнесённых к группам социального риска, а также равного доступа к социальным услугам для всех семей.

### Задачи
Основными задачами государственной семейной политики являются:
- развитие экономической самостоятельности семьи и создание условий для самостоятельного решения ею своей социальной функции;
- развитие системы государственной поддержки семей, в том числе при рождении и воспитании детей; создание механизмов поддержки семей, нуждающихся в улучшении жилищных условий;
- развитие жизнеохранительной функции семьи и создание условий для обеспечения здоровья её членов; повышение ценности семейного образа жизни, сохранение духовнонравственных традиций в семейных отношениях и семейном воспитании;
- содействие в реализации воспитательного и культурнообразовательного потенциала семьи;
- обеспечение социальной защиты семей и детей, нуждающихся в особой заботе государства;
- профилактика семейного неблагополучия, детской безнадзорности и беспризорности;
- повышение эффективности системы социальной защиты семей с несовершеннолетними детьми, вовлечёнными в сферу гражданского, административного и уголовного судопроизводства.

### Индикаторы эффективности семейной политики
Целевые индикаторы эффективности реализации государственной семейной политики:
- уменьшение доли семей с детьми до 16 лет в общей численности семей, совокупный среднедушевой доход которых ниже установленного прожиточного минимума в субъекте Российской Федерации;
- сокращение числа неработающих родителей, рост доли трудоустроенных граждан с семейными обязанностями в общем числе трудоустроенных граждан;
- увеличение численности детей в возрасте до 3 лет, охваченных дошкольным образованием и услугами по присмотру и уходу;
- достижение положительной динамики демографических показателей;
- уменьшение числа разводов;
- увеличение организаций и объёма услуг, ориентированных на семейное проведение досуга;
- увеличение доли семей, улучшивших жилищные условия, в общем числе семей, признанных нуждающимися в улучшении жилищных условий; сокращение доли детей, не получающих алименты в полном объёме, в общей численности детей, имеющих право на получение алиментов;
- уменьшение числа отказов от новорождённых в родильных домах;
- снижение числа возвратов детей из замещающих семей в организации для детей-сирот и детей, оставшихся без попечения родителей; снижение доли детей-сирот и детей, оставшихся без попечения родителей, в общей численности детского населения;
- уменьшение доли детей-сирот и детей, оставшихся без попечения родителей, воспитывающихся в семьях граждан Российской Федерации, в общем числе детей-сирот и детей, оставшихся без попечения родителей.